# Чаппіна
Чаппіна (нім. Tschappina) — громада  в Швейцарії в кантоні Граубюнден, регіон Віамала.

## Географія
Громада розташована на відстані близько 150 км на схід від Берна, 22 км на південний захід від Кура.
Чаппіна має площу 24,7 км², з яких на 1,2% дозволяється будівництво (житлове та будівництво доріг), 37% використовуються в сільськогосподарських цілях, 27,6% зайнято лісами, 34,3% не є продуктивними (річки, льодовики або гори).

## Демографія
2019 року в громаді мешкало 133 особи (-5,7% порівняно з 2010 роком), іноземців було 3,8%. Густота населення становила 5 осіб/км².
За віковим діапазоном населення розподілялося таким чином: 16,5% — особи молодші 20 років, 53,4% — особи у віці 20—64 років, 30,1% — особи у віці 65 років та старші. Було 56 помешкань (у середньому 2,3 особи в помешканні).
Із загальної кількості 58 працюючих 36 було зайнятих в первинному секторі, 0 — в обробній промисловості, 22 — в галузі послуг.